# Adolph Lestina
Adolph Lestina (New York, 26 febbraio 1861 – 1940) è stato un attore statunitense.

## Biografia
A teatro, Lestina apparve diverse volte sui palcoscenici di Broadway a cavallo tra l'Ottocento e il Novecento. Al cinema, giunse in età matura, ormai cinquantenne. Alla Biograph, dove lavorò sotto la direzione di David W. Griffith, gli vennero affidate parti di caratterista, entrando a far parte del team fisso di attori che recitavano abitualmente con il grande regista e con il quale collaborò fino al 1921, quando poi si ritirò dallo schermo. Nella sua carriera, Lestina girò circa un'ottantina di film.

## Filmografia
- The Cord of Life, regia di David W. Griffith – cortometraggio (1909)
- On the Reef, regia di David W. Griffith – cortometraggio (1910)
- The Honor of His Family, regia di David W. Griffith – cortometraggio (1910)
- The Last Deal, regia di David W. Griffith – cortometraggio (1910)
- Winning Back His Love, regia di David W. Griffith – cortometraggio (1910)
- The Two Paths, regia di David W. Griffith – cortometraggio (1911)
- The Italian Barber, regia di David W. Griffith – cortometraggio (1911)
- His Trust: The Faithful Devotion and Self-Sacrifice of an Old Negro Servant, regia di David W. Griffith – cortometraggio (1911)
- His Trust Fulfilled, regia di David W. Griffith – cortometraggio (1911)
- Fate's Turning, regia di David W. Griffith – cortometraggio (1911)
- A Wreath of Orange Blossoms, regia di David W. Griffith – cortometraggio (1911)
- Heart Beats of Long Ago, regia di David W. Griffith – cortometraggio (1911)
- What Shall We Do with Our Old?, regia di David W. Griffith – cortometraggio (1911)
- The Lily of the Tenements, regia di David W. Griffith – cortometraggio (1911)
- A Decree of Destiny, regia di David W. Griffith – cortometraggio (1911)
- Conscience, regia di David W. Griffith – cortometraggio (1911)
- Through Darkened Vales, regia di David W. Griffith – cortometraggio (1911)
- The Miser's Heart, regia di David W. Griffith – cortometraggio (1911)
- A Woman Scorned, regia di David W. Griffith – cortometraggio (1911)
- The Failure, regia di David W. Griffith – cortometraggio (1911)
- A Terrible Discovery, regia di David W. Griffith – cortometraggio (1911)
- The Old Bookkeeper, regia di David W. Griffith – cortometraggio (1912)
- The Sunbeam, regia di David W. Griffith – cortometraggio (1912)
- A String of Pearls, regia di David W. Griffith – cortometraggio (1912)
- A Lodging for the Night, regia di David W. Griffith – cortometraggio (1912)
- The Narrow Road, regia di David W. Griffith – cortometraggio (1912)
- The Inner Circle, regia di David W. Griffith – cortometraggio (1912)
- An Unseen Enemy, regia di David W. Griffith – cortometraggio (1912)
- Friends, regia di David W. Griffith – cortometraggio (1912)
- So Near, Yet So Far, regia di David W. Griffith – cortometraggio (1912)
- A Feud in the Kentucky Hills, regia di David W. Griffith – cortometraggio (1912)
- The Chief's Blanket, regia di David W. Griffith – cortometraggio (1912)
- The Musketeers of Pig Alley, regia di David W. Griffith – cortometraggio (1912)
- My Baby, regia di David W. Griffith – cortometraggio (1912)
- Il cappello di Parigi (The New York Hat), regia di David W. Griffith – cortometraggio (1912)
- My Hero, regia di David W. Griffith – cortometraggio (1912)
- The Burglar's Dilemma, regia di David W. Griffith – cortometraggio (1912)
- The God Within, regia di David W. Griffith – cortometraggio (1912)
- An Adventure in the Autumn Woods, regia di David W. Griffith – cortometraggio (1913)
- Brothers, regia di David W. Griffith – cortometraggio (1913)
- Oil and Water, regia di David W. Griffith – cortometraggio (1913)
- A Chance Deception, regia di David W. Griffith – cortometraggio (1913)
- Love in an Apartment Hotel, regia di David W. Griffith – cortometraggio (1913)
- Broken Ways, regia di David W. Griffith – cortometraggio (1913)
- The Unwelcome Guest, regia di David W. Griffith – cortometraggio (1913)
- Fate, regia di David W. Griffith – cortometraggio (1913)
- A Welcome Intruder, regia di David W. Griffith – cortometraggio (1913)
- The Lady and the Mouse, regia di David W. Griffith – cortometraggio (1913)
- The Wanderer, regia di David W. Griffith – cortometraggio (1913)
- The House of Darkness, regia di David W. Griffith – cortometraggio (1913)
- Just Gold, regia di David W. Griffith – cortometraggio (1913)
- His Mother's Son, regia di David W. Griffith – cortometraggio (1913)
- A Timely Interception, regia di David W. Griffith – cortometraggio (1913)
- Red Hicks Defies the World, regia di Dell Henderson – cortometraggio (1913)
- Death's Marathon, regia di David W. Griffith – cortometraggio (1913)
- Almost a Wild Man, regia di Dell Henderson – cortometraggio (1913)
- The Mothering Heart, regia di David W. Griffith – cortometraggio (1913)
- Her Mother's Oath, regia di David W. Griffith – cortometraggio (1913)
- The Sorrowful Shore, regia di David W. Griffith – cortometraggio (1913)
- The Reformers; or, The Lost Art of Minding One's Business, regia di David W. Griffith – cortometraggio (1913)
- The Coming of Angelo, regia di David W. Griffith – cortometraggio (1913)
- The Adopted Brother, regia di Christy Cabanne, D.W. Griffith – cortometraggio (1913)
- Her Wedding Bell, regia di Anthony O'Sullivan (1913)
- Judith of Bethulia, regia di David W. Griffith (1914)
- Fruits of Desire, regia di Oscar Eagle (1916)
- The Yellow Passport, regia di Edwin August (1916)
- Cuori del mondo (Hearts of the World), regia di David W. Griffith (1918)
- The Hun Within, regia di Chester Withey (1918)
- Battling Jane, regia di Elmer Clifton (1918)
- La fanciulla che cerca amore (The Greatest Thing in Life), regia di David W. Griffith (1918)
- Il romanzo della Valle Felice (A Romance of Happy Valley), regia di David Wark Griffith (1919)
- The Girl Who Stayed at Home, regia di David W. Griffith (1919)
- Per la figlia (Scarlet Days), regia di David W. Griffith (1919)
- The Idol Dancer, regia di David W. Griffith (1920)
- Mary Ellen Comes to Town, regia di Elmer Clifton (1920)
- The Love Flower, regia di David W. Griffith (1920)
- Le due orfanelle (Orphans of the Storm), regia di D.W. Griffith (1921)

## Spettacoli teatrali
- Children of the Ghetto (Broadway, 16 ottobre 1899)
- The School for Scandal (Broadway, 31 gennaio 1902)
- The Eternal City (Broadway, 17 novembre 1902)
- Our American Cousin (Broadway, 27 gennaio 1908)
- A Citizen's Home (Broadway, 1 ottobre 1909)